# Municipio de Lower Chichester
El municipio de Lower Chichester (en inglés: Lower Chichester Township) es un municipio ubicado en el condado de Delaware en el estado estadounidense de Pensilvania. En el año 2000 tenía una población de 3.591 habitantes y una densidad poblacional de 1,245 personas por km².

## Geografía
El municipio de Lower Chichester se encuentra ubicado en las coordenadas 34°49′36″N 75°25′19″O / 34.82667, -75.42194.

## Demografía
Según la Oficina del Censo en 2000 los ingresos medios por hogar en la localidad eran de $38,846 y los ingresos medios por familia eran de $43,066. Los hombres tenían unos ingresos medios de $35,375 frente a los $22,955 para las mujeres. La renta per cápita de la localidad era de $16,881. Alrededor del 10,2% de la población estaba por debajo del umbral de pobreza.